# شکربوته کوچک
شکربوته کوچک (نام علمی: Protea parvula) نام یک گونه از سرده شکربوته‌ها است.